# Margaret Greer
Margaret Rich Greer (n. 1941) es una hispanista, investigadora y catedrática universitaria estadounidense.

## Biografía
Graduada en la Universidad Tufts en Ciencias políticas (1963), obtuvo un máster de Estudios latinoamericanos en la Universidad de Texas en Austin en 1966, donde se doctoró años más tarde (1983) en Literatura española. Fue profesora asistente y asociada de la Universidad Princeton (1985-1997), profesora asociada hasta 2001 en la Universidad Duke y catedrática del Departamento de Estudios Románicos de la misma hasta 2014 cuando, tras jubilarse, fue nombrada catedrática emérita.
Margaret Greer ha desarrollado una amplia labor como investigadora en asociación con instituciones académicas en España y Estados Unidos. Sus líneas de investigación se han centrado en la literatura española del Siglo de Oro, en especial el teatro de la época, y la cultura española en la Edad Moderna.
Greer es la fundadora e investigadora principal del proyecto 'Manos Teatrales', iniciado en los años 1980 junto con la Biblioteca Nacional de España y la Universidad Duke, a las que a lo largo de cuarenta años se han unido la Real Biblioteca del Palacio Real de Madrid, el Instituto del Teatro de Barcelona, la Universidad Complutense de Madrid, la Autónoma de Barcelona y la de Valencia, entre otras, con fondos y ayudas de distintas instituciones nacionales e internacionales como el American Council of Learned Societies. 'Manos Teatrales' ha localizado, clasificado, transcrito e incorporado a una base de datos los de miles de manuscritos teatrales de autores españoles entre el siglo XVI y principios del XVIII, ha fijado textos, autorías, localizado traductores, copistas, intérpretes y el conjunto del mundo teatral de la época. Greer también ha trabajado en otros proyectos próximos en materia y época como 'Prolope', el grupo de investigación de Lope de Vega de la Universidad Autónoma de Barcelona, el 'Early modern spanish' que dedica su trabajo a los grandes archivos españoles de la Edad Moderna que no se circunscriben exclusivamente a la literatura o dramaturgia sino también a otros aspectos sociales de la época, así como otros destinados a dar a conocer a las mujeres escritoras como María de Zayas.
Entre los premios y reconocimientos recibidos se encuentran dos becas del Programa Fulbright para investigación en España, otra de The Josiah Charles Trent Memorial Foundation (2009), la de la Fundación Nacional para las Humanidades (2009-2010) o el Premio Richard K. Lublin de la Universidad Duke a la excelencia en la enseñanza (2010), entre otros.
Es autora de más de doscientos artículos científicos publicados por revistas especializadas, y editora y/o autora de distintas obras, sola o en colaboración con otros. Entre ellas se encuentran The play of power; mythological court dramas of Calderón de la Barca, (Universidad de Princeton, 1991), Maria de Zayas Tells Baroque Tales of Love and the Cruelty of Men (Universidad Park, 2000), Basta callar, de Pedro Calderon de la Barca (Ottawa, 2000) o Approaches to Teaching Early Modern Spanish Drama (junto con Laura Bass, 2006).